# Hôpital central de Wuhan
L'hôpital central de Wuhan (chinois simplifié : 武汉市中心医院 ; pinyin : wǔhàn shì zhōngxīn yīyuàn) est un hôpital tertiaire situé dans le district de Jiang'an à Wuhan, Hubei, Chine. Il a été créé en 1880 comme une clinique sous l'église catholique de Hankou. En 1893, il a ensuite été agrandi et renommé Hôpital catholique.

## Personnel remarquable
L'hôpital est l'endroit où l'ophtalmologiste Li Wenliang a pris connaissance d'une épidémie virale qui a ensuite été liée à la pandémie de Covid-19 en Chine et au-delà. Li a ensuite contracté le virus d'un patient et est décédé à l'hôpital le 7 février 2020,.